# Il romanzo di un fotografo
Il romanzo di un fotografo (The Romance of a Bulb-Squeezer) è un racconto dello scrittore inglese P. G. Wodehouse, pubblicato per la prima volta in volume nel 1927 nella raccolta di racconti Meet Mr Mulliner (in italiano: Mister Mulliner).

## Trama
Mr. Mulliner, frequentatore del club Anglers' Rest (Il riposo dei Pescatori), conversando con un avventore infastidito dalla posa artificiosa di una celebre attrice su un settimanale illustrato, racconta i sentimenti di suo cugino Clarence Mulliner, fotografo professionista di moda, nei confronti delle persone ritratte («Le statistiche ci dimostrano che le due classi che si sposano meno sono quelle dei lattai e dei fotografi eleganti; i lattai perché vedono le donne troppo presto il mattino, e i fotografi eleganti perché passano i loro giorni in un'atmosfera di grazia femminile, così monotona da divenirne stanchi e misantropi».
Denunciato per aver percosso con un treppiedi Jno. Horatio Biggs, un uomo politico che voleva farsi fotografare da lui nonostante la bruttezza, Clarence è assolto in tribunale dopo aver rivendicato «il principio fondamentale della Libertà di Soggetto: (...) fotografare soltanto il bello». Clarence diventa così il fotografo più famoso del paese, conteso da tutte le donne belle e famose.
Due anni più tardi, Clarence sente ormai il tedio legato all'esercizio di questo diritto col fotografare solo donne belle. Un giorno vide per caso, tra la folla, un volto di donna che gli catturò il cuore:
(P. G. Wodehouse, Il romanzo di un fotografo. In: Mister Mulliner, Milano: Bietti, 1933, p. 186)
Un giorno si reca nel suo studio un misterioso uomo mascherato che convince Clarence ad accettare, come servizio all'Inghilterra, l'incarico di fotografare il presidente di una potenza straniera amica. Clarence segue l'uomo, ma poco dopo viene rapito e si ritrova più tardi legato in una buia segreta: Clarence era infatti caduto in una trappola ordita da Jno. Horatio Biggs per costringerlo a immortalare la figlia la quale desidera essere ritratta da Clarence, ma è timorosa di un rifiuto per mancanza di bellezza. Clarence respinge il ricatto. Poco dopo viene tuttavia liberato di nascosto dalla figlia di Biggs che scopre essere la ragazza di cui si era innamorato a prima vista. Clarence la sposa, e subito dopo si ritira dalla professione dichiarando che «la mano che aveva fatto scattare l'obbiettivo per ritrarre la sua cara moglie, non doveva mai più lavorare per lucro».

## Edizioni
Il racconto è stato pubblicato per la prima volta contemporaneamente negli Stati Uniti sulla rivista Liberty del 12 marzo 1927 e sul mensile britannico The Strand Magazine del marzo 1927. Non era stato inteso inizialmente a costituire una narrazione di Mr. Mulliner; fu poi inserito nella raccolta Mister Mulliner.
- P. G. Wodehouse, The Romance of a Bulb-Squeezer. In: Meet Mr Mulliner, London: Herbert Jenkins, 1927[6]
- P. G. Wodehouse, The Romance of a Bulb-Squeezer. In: Meet Mr Mulliner, New York: Doubleday, 1927
- P. G. Wodehouse, Il romanzo di un fotografo. In: Mister Mulliner: romanzo umoristico inglese; traduzione di Alberto Tedeschi, Milano: Monanni, 1931, Coll. Nuovissima collezione letteraria n. 51
- P. G. Wodehouse, Il romanzo di un fotografo. In:  Mister Mulliner: romanzo umoristico inglese; traduzione di Alberto Tedeschi, Milano: Bietti, 1933